# Isòtops de l'iterbi
L'iterbi (Yb) natural es compon de set isòtops, el 168 Yb, el 170 Yb, el 171 Yb, el 172 Yb, el 173 Yb, el 174 Yb, i el 176 Yb, sent el 174Yb el més abundant amb un 31,83% d'abundància natural. S'han caracteritzat 27 radioisòtops, els més estables dels quals són el 169 Yb amb un període de semidesintegració de 32,026 dies, el 175Yb amb un període de semidesintegració de 4,185 dies, i el 166Yb amb un període de semidesintegració de 56,7 hores. La resta d'isòtops radioactius tenen períodes de semidesintegració menors a 2 hores, i la majoria d'ells menors a 20 minuts. Aquest element presenta 12 isòmers nuclears, el més estable dels quals és el 169mYb (t½ 46 segons).
Els isòtops de l'iterbi varien en massa atòmica de 147,9674 u (148Yb) a 180,9562 u (181Yb). El mode de desintegració primari abans de l'isòtop estable més abundant, el 174Yb és la captura electrònica, i després l'emissió beta. El producte de desintegració primari abans del 174Yb són isòtops de l'element 69 el tuli, i després isòtops de l'element 71, el luteci.
En òptica quàntica moderna és interessant el comportament en xarxes òptiques degudes al fet que els isòtops d'iterbi poden seguir l'estadística de Bose-Einstein o l'estadística de Fermi-Dirac.

Massa atòmica estàndard: 173,04(3) unitat de massa atòmica

## Taula
| Símbol del núclid | Z(p)                | N(n)                | massa isotòpica(u)  | període de semidesintegració | Espín nuclear | composició isotòpics representativa (fracció molar) | rang de variació natural (fracció molar) |
| Símbol del núclid | energia d'excitació | energia d'excitació | energia d'excitació | període de semidesintegració | Espín nuclear | composició isotòpics representativa (fracció molar) | rang de variació natural (fracció molar) |
| ----------------- | ------------------- | ------------------- | ------------------- | ---------------------------- | ------------- | --------------------------------------------------- | ---------------------------------------- |
| 148Yb             | 70                  | 78                  | 147.96742(64)#      | 250# ms                      | 0+            |                                                     |                                          |
| 149Yb             | 70                  | 79                  | 148.96404(54)#      | 0.7(2) s                     | (1/2+,3/2+)   |                                                     |                                          |
| 150Yb             | 70                  | 80                  | 149.95842(43)#      | 700# ms [>200 ns]            | 0+            |                                                     |                                          |
| 151Yb             | 70                  | 81                  | 150.95540(32)       | 1.6(5) s                     | (1/2+)        |                                                     |                                          |
| 151m1Yb           | 750(100)# keV       | 750(100)# keV       | 750(100)# keV       | 1.6(5) s                     | (11/2-)       |                                                     |                                          |
| 151m2Yb           | 1790(500)# keV      | 1790(500)# keV      | 1790(500)# keV      | 2.6(7) µs                    | 19/2-#        |                                                     |                                          |
| 151m3Yb           | 2450(500)# keV      | 2450(500)# keV      | 2450(500)# keV      | 20(1) µs                     | 27/2-#        |                                                     |                                          |
| 152Yb             | 70                  | 82                  | 151.95029(22)       | 3.04(6) s                    | 0+            |                                                     |                                          |
| 153Yb             | 70                  | 83                  | 152.94948(21)#      | 4.2(2) s                     | 7/2-#         |                                                     |                                          |
| 153mYb            | 2700(100) keV       | 2700(100) keV       | 2700(100) keV       | 15(1) µs                     | (27/2-)       |                                                     |                                          |
| 154Yb             | 70                  | 84                  | 153.946394(19)      | 0.409(2) s                   | 0+            |                                                     |                                          |
| 155Yb             | 70                  | 85                  | 154.945782(18)      | 1.793(19) s                  | (7/2-)        |                                                     |                                          |
| 156Yb             | 70                  | 86                  | 155.942818(12)      | 26.1(7) s                    | 0+            |                                                     |                                          |
| 157Yb             | 70                  | 87                  | 156.942628(11)      | 38.6(10) s                   | 7/2-          |                                                     |                                          |
| 158Yb             | 70                  | 88                  | 157.939866(9)       | 1.49(13) min                 | 0+            |                                                     |                                          |
| 159Yb             | 70                  | 89                  | 158.94005(2)        | 1.67(9) min                  | 5/2(-)        |                                                     |                                          |
| 160Yb             | 70                  | 90                  | 159.937552(18)      | 4.8(2) min                   | 0+            |                                                     |                                          |
| 161Yb             | 70                  | 91                  | 160.937902(17)      | 4.2(2) min                   | 3/2-          |                                                     |                                          |
| 162Yb             | 70                  | 92                  | 161.935768(17)      | 18.87(19) min                | 0+            |                                                     |                                          |
| 163Yb             | 70                  | 93                  | 162.936334(17)      | 11.05(25) min                | 3/2-          |                                                     |                                          |
| 164Yb             | 70                  | 94                  | 163.934489(17)      | 75.8(17) min                 | 0+            |                                                     |                                          |
| 165Yb             | 70                  | 95                  | 164.93528(3)        | 9.9(3) min                   | 5/2-          |                                                     |                                          |
| 166Yb             | 70                  | 96                  | 165.933882(9)       | 56.7(1) h                    | 0+            |                                                     |                                          |
| 167Yb             | 70                  | 97                  | 166.934950(5)       | 17.5(2) min                  | 5/2-          |                                                     |                                          |
| 168Yb             | 70                  | 98                  | 167.933897(5)       | ESTABLE [>130E+12 a]         | 0+            | 0.0013(1)                                           |                                          |
| 169Yb             | 70                  | 99                  | 168.935190(5)       | 32.026(5) d                  | 7/2+          |                                                     |                                          |
| 169mYb            | 24.199(3) keV       | 24.199(3) keV       | 24.199(3) keV       | 46(2) s                      | 1/2-          |                                                     |                                          |
| 170Yb             | 70                  | 100                 | 169.9347618(26)     | ESTABLE                      | 0+            | 0.0304(15)                                          |                                          |
| 170mYb            | 1258.46(14) keV     | 1258.46(14) keV     | 1258.46(14) keV     | 370(15) ns                   | 4-            |                                                     |                                          |
| 171Yb             | 70                  | 101                 | 170.9363258(26)     | ESTABLE                      | 1/2-          | 0.1428(57)                                          |                                          |
| 171m1Yb           | 95.282(2) keV       | 95.282(2) keV       | 95.282(2) keV       | 5.25(24) ms                  | 7/2+          |                                                     |                                          |
| 171m2Yb           | 122.416(2) keV      | 122.416(2) keV      | 122.416(2) keV      | 265(20) ns                   | 5/2-          |                                                     |                                          |
| 172Yb             | 70                  | 102                 | 171.9363815(26)     | ESTABLE                      | 0+            | 0.2183(67)                                          |                                          |
| 173Yb             | 70                  | 103                 | 172.9382108(26)     | ESTABLE                      | 5/2-          | 0.1613(27)                                          |                                          |
| 173mYb            | 398.9(5) keV        | 398.9(5) keV        | 398.9(5) keV        | 2.9(1) µs                    | 1/2-          |                                                     |                                          |
| 174Yb             | 70                  | 104                 | 173.9388621(26)     | ESTABLE                      | 0+            | 0.3183(92)                                          |                                          |
| 175Yb             | 70                  | 105                 | 174.9412765(26)     | 4.185(1) d                   | 7/2-          |                                                     |                                          |
| 175mYb            | 514.865(4) keV      | 514.865(4) keV      | 514.865(4) keV      | 68.2(3) ms                   | 1/2-          |                                                     |                                          |
| 176Yb             | 70                  | 106                 | 175.9425717(28)     | ESTABLE [>160E+15 a]         | 0+            | 0.1276(41)                                          |                                          |
| 176mYb            | 1050.0(3) keV       | 1050.0(3) keV       | 1050.0(3) keV       | 11.4(3) s                    | (8)-          |                                                     |                                          |
| 177Yb             | 70                  | 107                 | 176.9452608(28)     | 1.911(3) h                   | (9/2+)        |                                                     |                                          |
| 177mYb            | 331.5(3) keV        | 331.5(3) keV        | 331.5(3) keV        | 6.41(2) s                    | (1/2-)        |                                                     |                                          |
| 178Yb             | 70                  | 108                 | 177.946647(11)      | 74(3) min                    | 0+            |                                                     |                                          |
| 179Yb             | 70                  | 109                 | 178.95017(32)#      | 8.0(4) min                   | (1/2-)        |                                                     |                                          |
| 180Yb             | 70                  | 110                 | 179.95233(43)#      | 2.4(5) min                   | 0+            |                                                     |                                          |
| 181Yb             | 70                  | 111                 | 180.95615(43)#      | 1# min                       | 3/2-#         |                                                     |                                          |